# Horní Sedlo
Horní Sedlo (německy Paß) je malá vesnice, část města Hrádek nad Nisou v okrese Liberec. Nachází se asi čtyři kilometry jižně od Hrádku nad Nisou. Horní Sedlo leží v katastrálním území Dolní Sedlo o výměře 9,44 km².

## Historie
První písemná zmínka o vesnici pochází z roku 1720. Původní český název vísky byl pouze Sedlo. Dnešní Dolní Sedlo se totiž až do roku 1947 nazývalo Spittelgrund či česky Špitální Grunt. Teprve v roce 1947 byl Spittelgrund přejmenován, což se dotklo i Sedla.

## Pamětihodnosti
- Barokní kaplička Nejsvětější Trojice a Svaté rodiny – zřízena rodinou Anderschů zřejmě roku 1739. Opravována v letech 1890 a 1931. Po druhé světové válce téměř propadla zkáze. V letech 2003–2006 nákladně opravena díky iniciativě dobrovolníků působících ve Sdružení pro obnovu drobných sakrálních památek.[6]

## Další fotografie

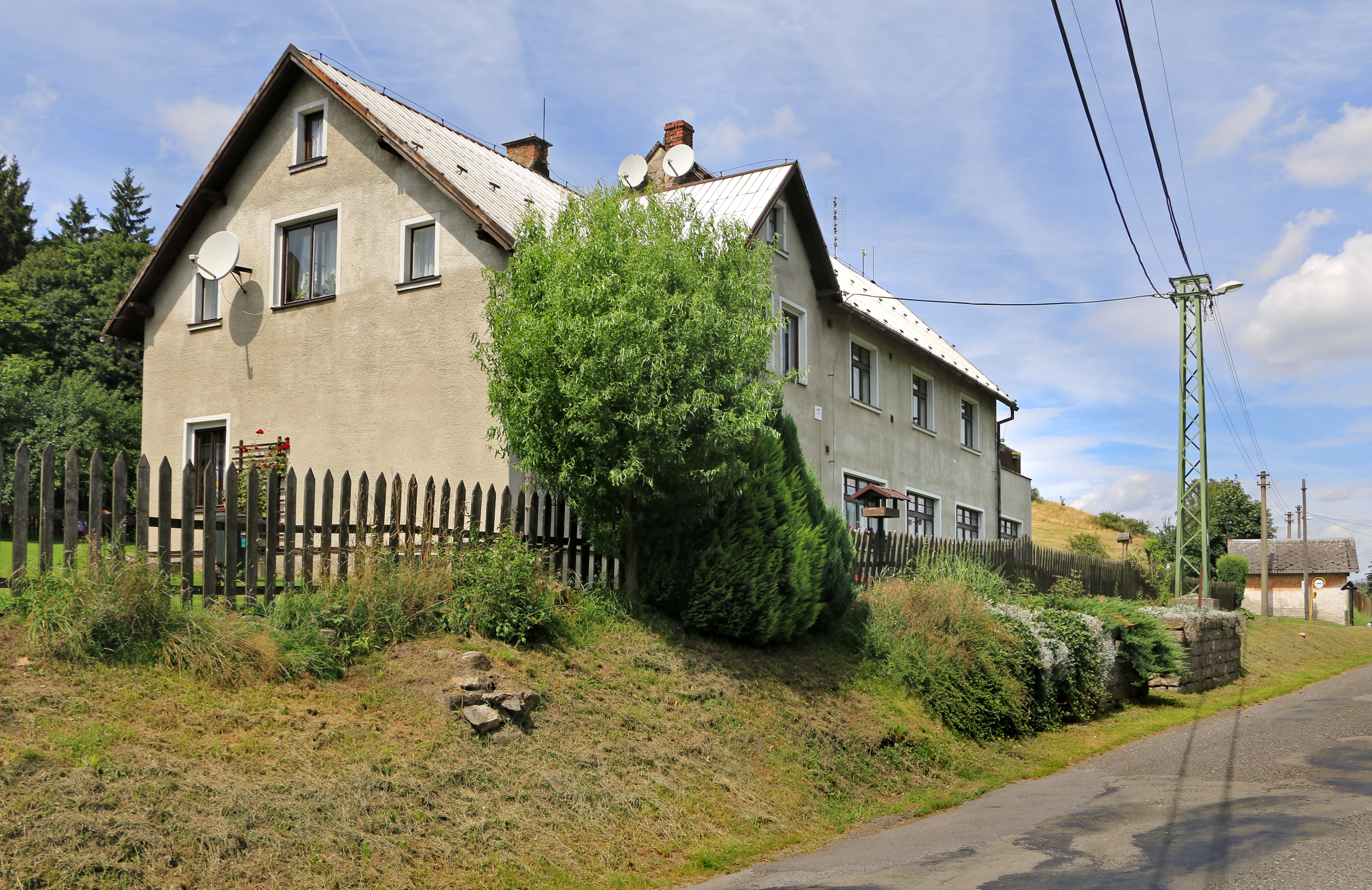
Dům čp. 2
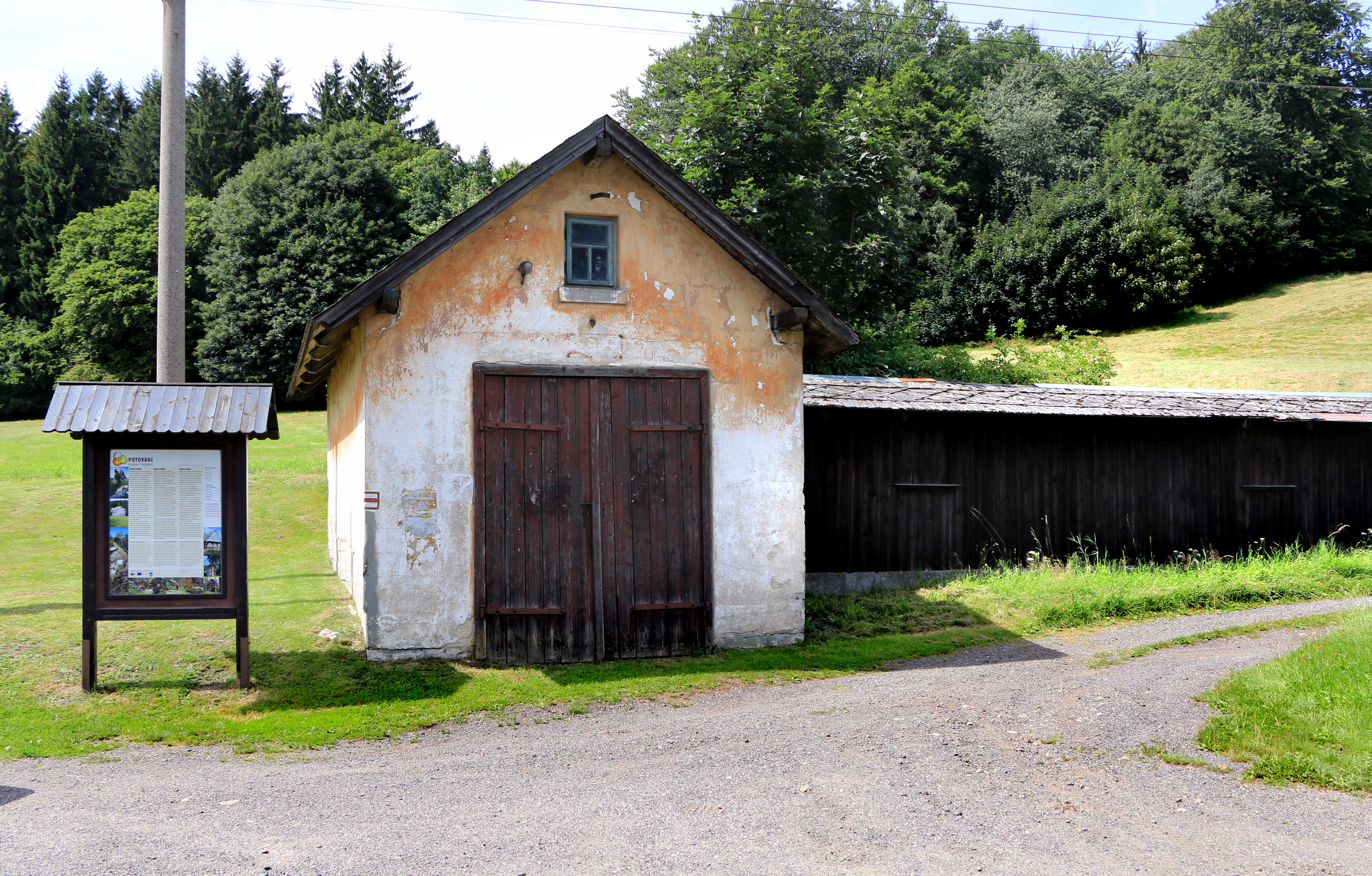
Bývalá hasičská zbrojnice
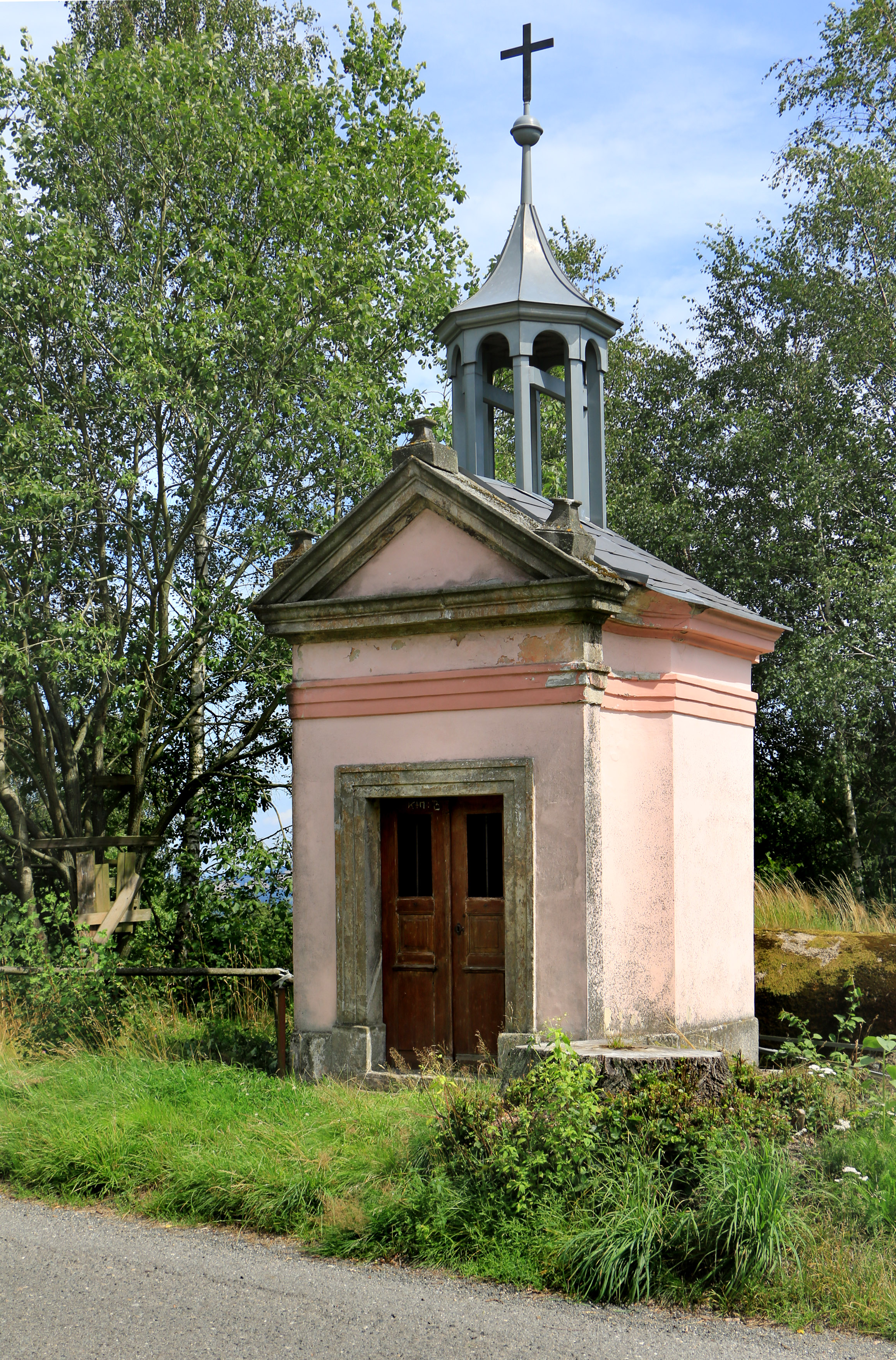
Kaplička u hlavní silnice
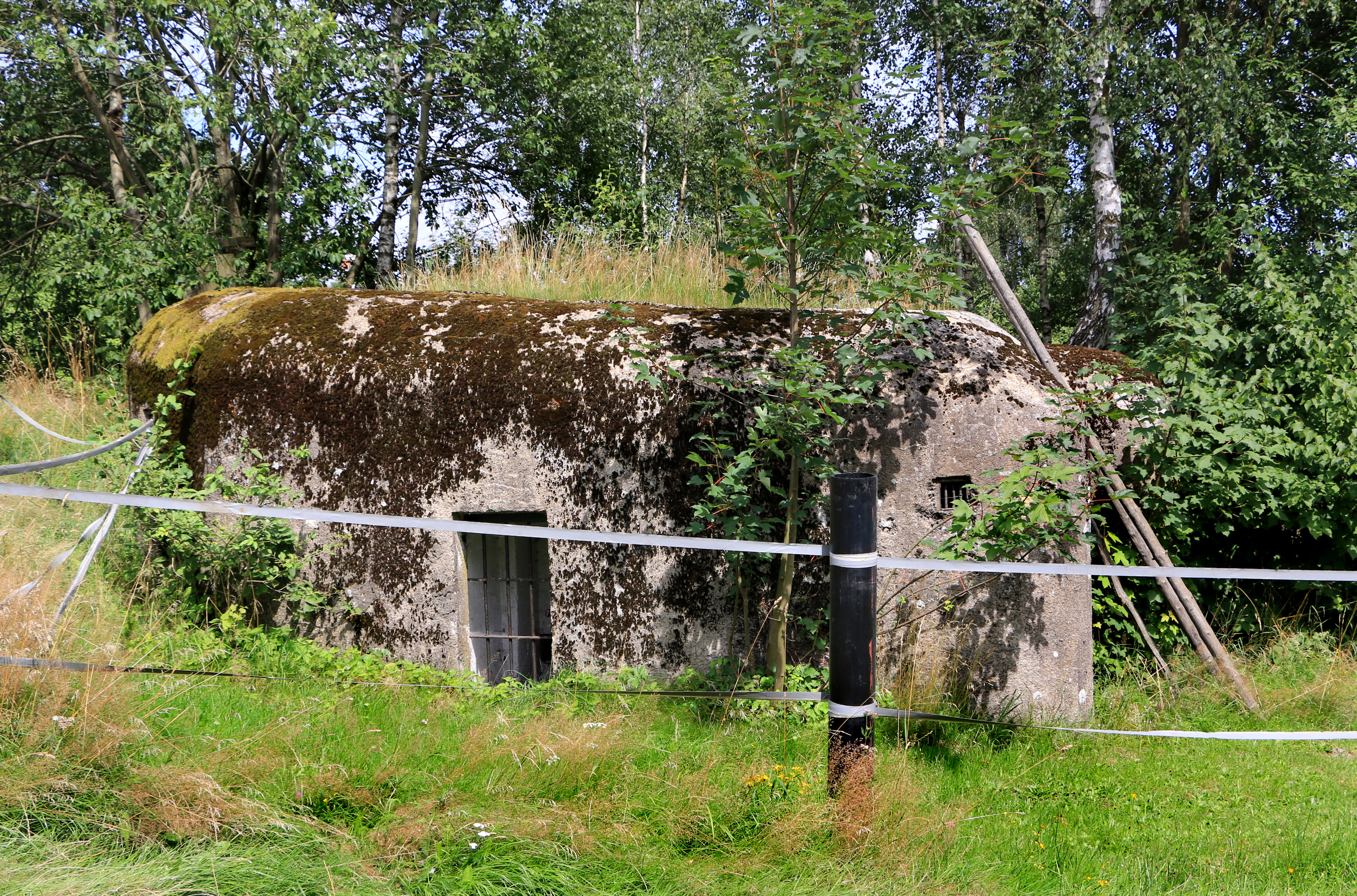
Pevnůstka u kapličky